# Lichtenstein-Klasse
Die als Lichtenstein-Klasse bezeichnete Klasse von Fruchtschiffen des Norddeutschen Lloyd (NDL) setzte sich aus zwei Frachtschiffsneubauten und einem angekauften Schiff zusammen. Da es die zweite Baureihe nach Ende des Zweiten Weltkriegs und zudem besonders ertragreich war, markiert die Klasse einen wichtigen Schritt im Neuaufbau der Reederei.

## Geschichte

### Bau
Nach der Unterzeichnung des Petersberger Abkommens im November 1949 wurden die Beschränkungen der Alliierten für den Bau von Seeschiffen durch das Potsdamer Abkommen gelockert. In Deutschland durften wieder Frachtschiffe bis 7.200 BRT gebaut und von deutschen Reedern betrieben werden. Fast unmittelbar nach den Schiffen der Rheinstein-Klasse bestellte der Norddeutsche Lloyd zwei Kühlschiffe für die Wiederaufnahme seines Fruchtdienstes von den Kanarischen Inseln beim Bremer Vulkan. Das Typschiff, die Lichtenstein, lief am 28. August 1951 vom Stapel. Am 27. September 1951 folgte die Liebenstein. 1966 kaufte der Lloyd noch die 1954 in Schweden gebaute Clary Thorden an und setzte sie unter dem Namen Lindenstein als drittes Schiff in diesem Dienst ein. Die erste Reise der MS „Lindenstein“ unter der Lloydflagge fand bereits am 30. Oktober 1965 statt. Das Ziel war der US Golf/Mexico.

### Einsatz beim NDL

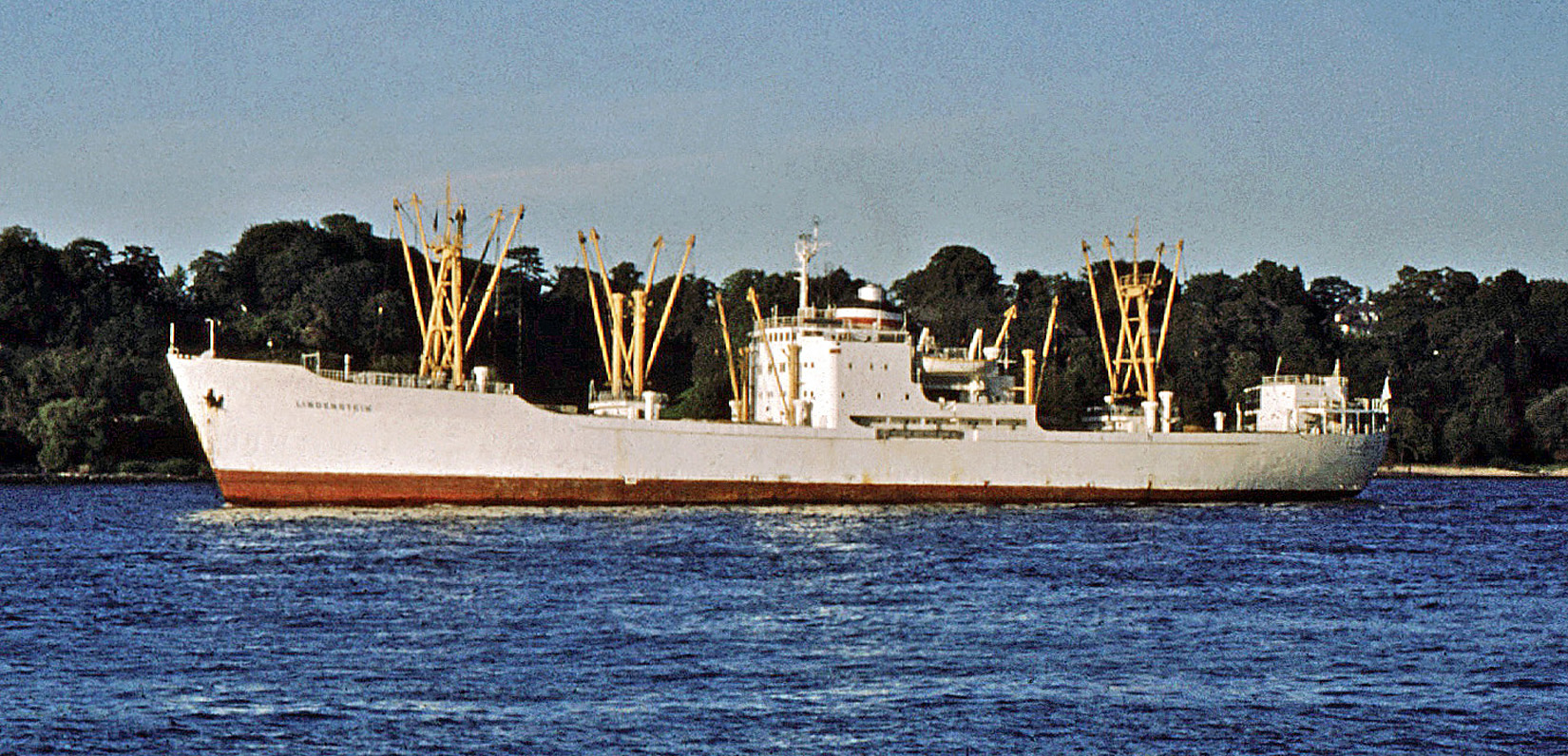
Die Lindenstein 1973 in Hapag-Lloyd-Farben

Die Schiffe wurden in der einträglichen Fruchtfahrt von den Kanarischen Inseln eingesetzt, den der Lloyd im Gegensatz zu den meisten anderen Liniendiensten dieser Zeit alleine betrieb. Außerdem bedienten die Schiffe regelmäßig den Frachtdienst Nordbrasilien. Bis 1959 waren die ersten beiden Schiffe bei der Roland Linie Schiffahrtsgesellschaft eingetragen und wurden danach direkt in den NDL eingegliedert. Im Jahr 1966 gliederte der NDL die gebraucht aus Schweden erworbene Lindenstein zur Komplettierung in den beliebten Dienst ein. Die ersten beiden Schiffe wurden 1968 an die philippinische Reederei Go Thong & Co. verkauft. Die Lindenstein ging 1970 bei der Fusion des NDL mit der HAPAG in das gemeinsame Eigentum der neuen Hapag-Lloyd über und wurde im Folgejahr an die griechische Reederei Neptunea Panoceanica SA veräußert.

### Spätere Karriere
Die zuletzt veräußerte Lindenstein wurde 1976 ein weiteres Mal verkauft und 1984 in Kaohsiung abgewrackt. Die beiden älteren Schiffe liefen zunächst als Don Camillo und Don Lorenzo, bevor sie 1974 an die zur Thong Gruppe gehörende Reederei Sulpicio Lines weitergegeben wurden. Die beiden Schiffe gingen 1977 an die ebenfalls philippinische Universal Shipping Lines. Die Don Lorenzo wurde unter dem Namen Dona Julieta weiterbetrieben, brannte am 30. Juni 1977 in Manila total aus und wurde dort auf Grund gesetzt. Als wirtschaftlicher Totalverlust gab die Versicherung das Schiff 1978 an die Sulpicio Lines zurück, die das Schiff zunächst wieder instand setzen lassen wollte. Im Juni 1984 wurde das Schiff schließlich zum Abbruch nach Caloocan verkauft. Auch die Don Camillo ging 1984 schließlich erneut an die Sulpicio Lines, blieb noch bis 1988 in Fahrt und wurde dann in Manila ebenfalls abgebrochen.

## Die Schiffe
| Die Frachtmotorschiffe der Lichtenstein-Klasse | Die Frachtmotorschiffe der Lichtenstein-Klasse | Die Frachtmotorschiffe der Lichtenstein-Klasse | Die Frachtmotorschiffe der Lichtenstein-Klasse | Die Frachtmotorschiffe der Lichtenstein-Klasse | Die Frachtmotorschiffe der Lichtenstein-Klasse | Die Frachtmotorschiffe der Lichtenstein-Klasse | Die Frachtmotorschiffe der Lichtenstein-Klasse |
| Bauname                                        | Stapellauf                                     | Ablieferung                                    | Bauwerft / Baunummer                           | Vermessung                                     | Antrieb                                        | Umbenennungen und Verbleib                     |                                                |
| ---------------------------------------------- | ---------------------------------------------- | ---------------------------------------------- | ---------------------------------------------- | ---------------------------------------------- | ---------------------------------------------- | ---------------------------------------------- | ---------------------------------------------- |
| Lichtenstein                                   | 28. August 1951                                | 6. Oktober 1951                                | Bremer Vulkan, Vegesack / 806                  | 2353 BRT                                       | MAN 6 Zyl. Dieselmotor                         | 1988 Abbruch in Manila                         |                                                |
| Liebenstein                                    | 27. September 1951                             | 13. November 1951                              | Bremer Vulkan, Vegesack / 807                  | 2353 BRT                                       | MAN 6 Zyl. Dieselmotor                         | Ab Juni 1984 Abbruch in Caloocan               |                                                |
| Lindenstein                                    | 9. Oktober 1954                                | 19. Dezember 1954                              | Uddevallavarvet, Uddevalla / 138               | 4785 BRT                                       | Götaverken 8 Zyl. Dieselmotor                  | Ab 26. Oktober 1984 in Kaohsiung abgebrochen   |                                                |